# Jules Goux
Pour les articles homonymes, voir Goux.
Jules Goux, dit Julo, né le 6 avril 1885 à Valentigney (Doubs) et mort le 6 mars 1965 à Mirmande (Drôme), est un pilote automobile français. En 1913, il devient le premier pilote européen à remporter (sur Peugeot L76) les 500 miles d'Indianapolis, épreuve à laquelle il participe à cinq reprises y compris pendant la Première Guerre mondiale.

## Biographie

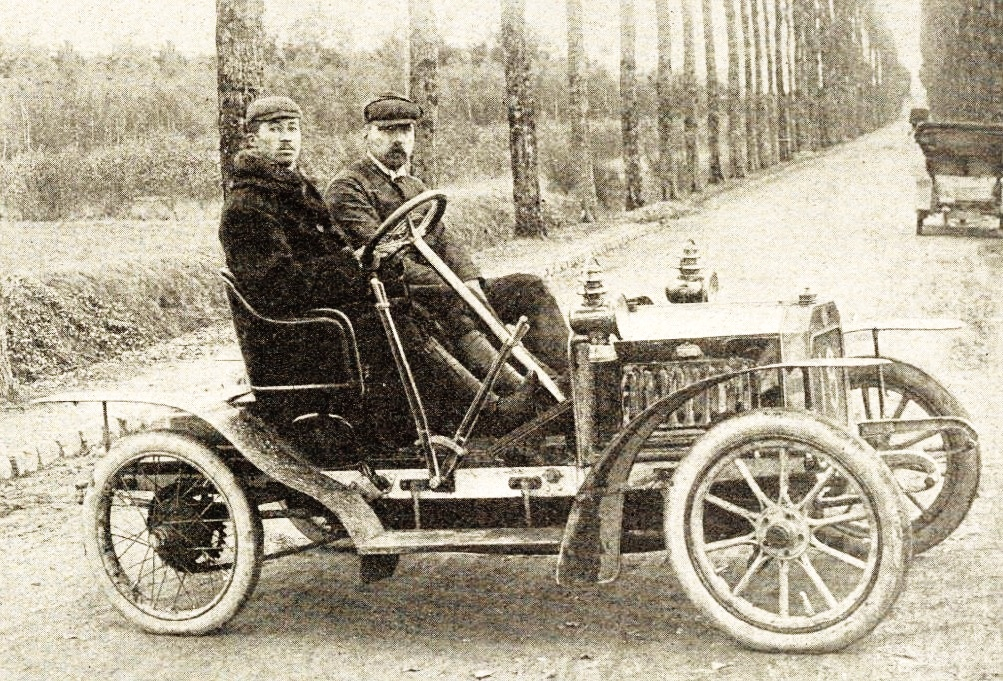
Jules Goux, vainqueur au Ballon d'Alsace en 1906.

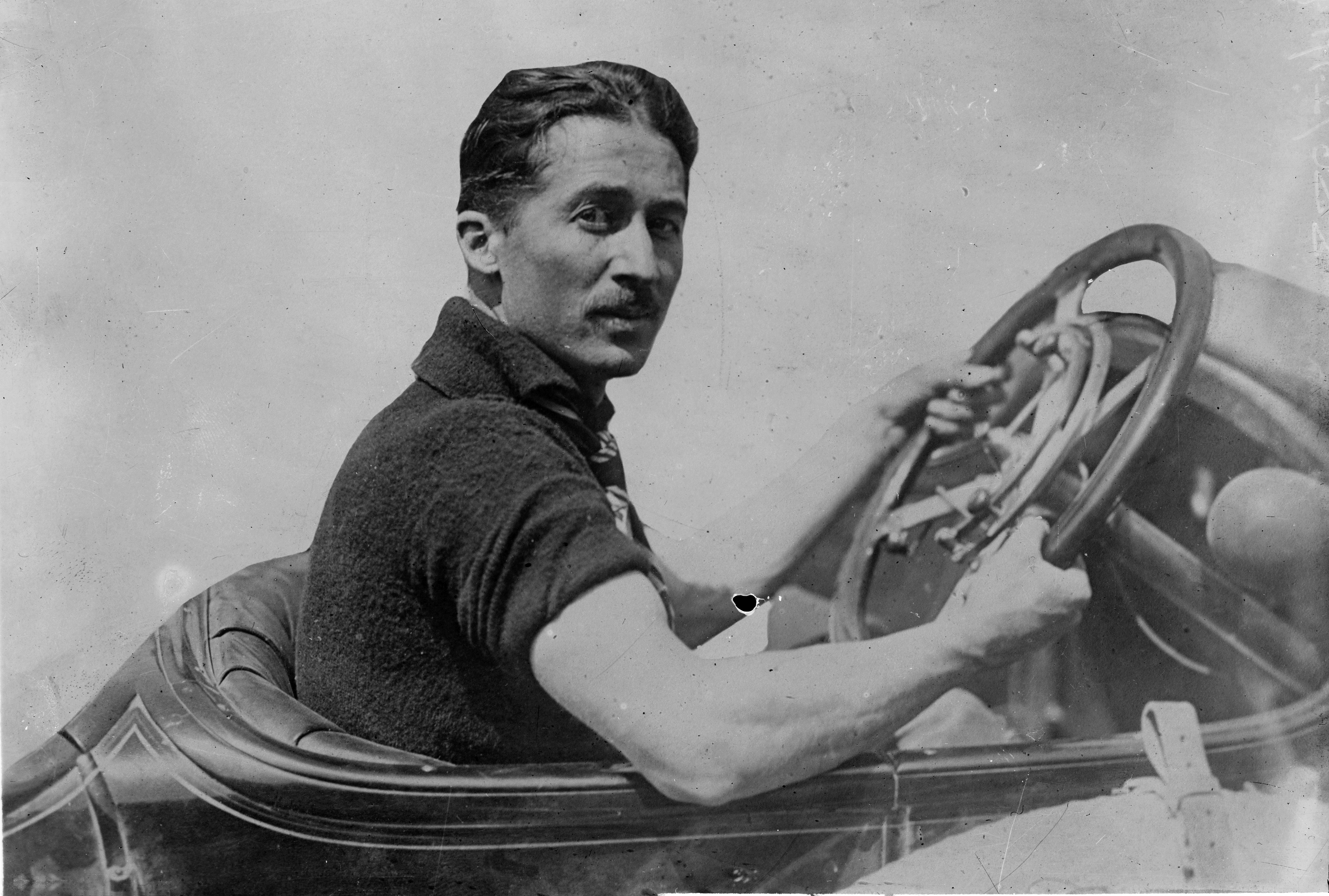
Jules Goux vers 1913-1915.

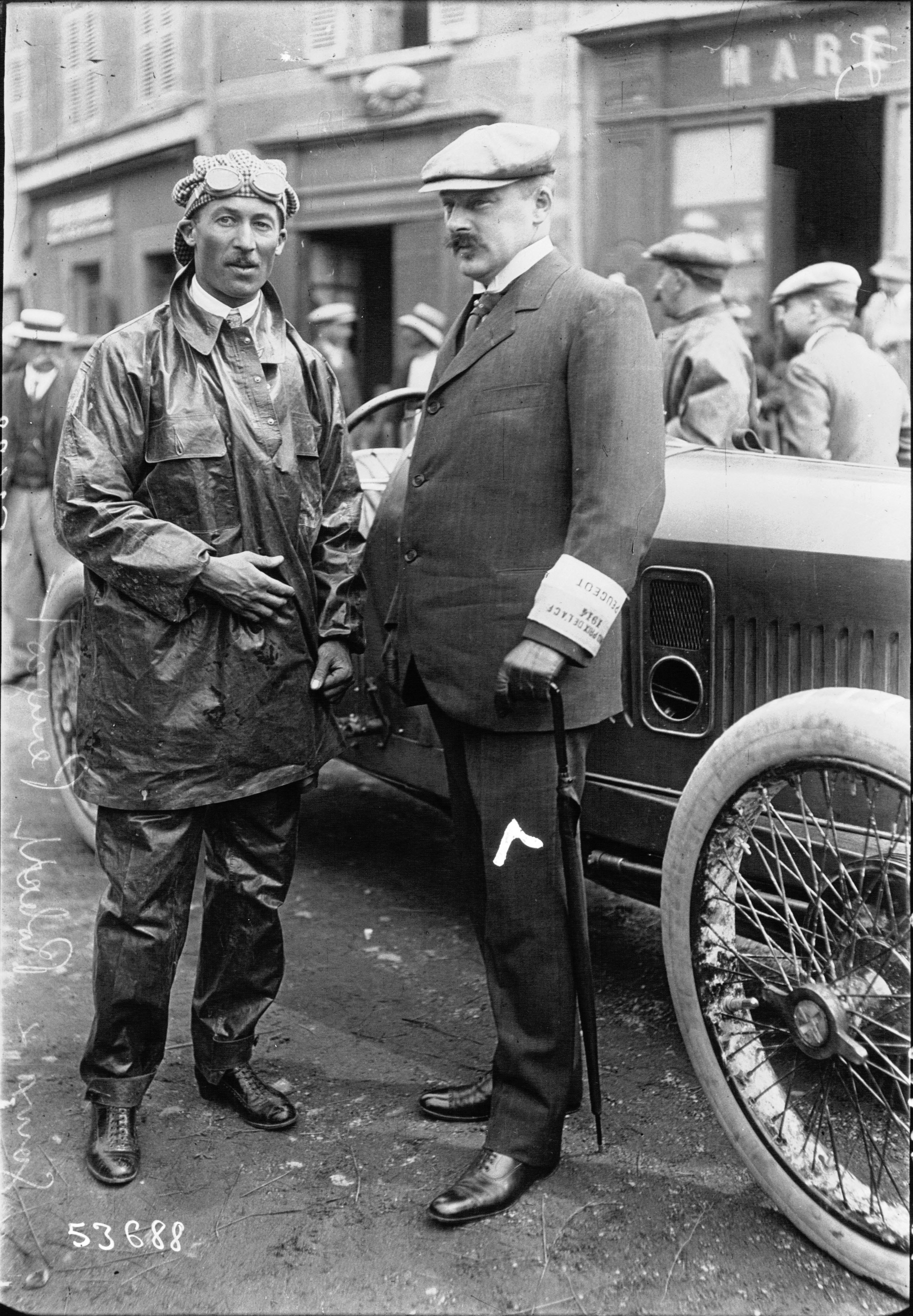
Jules Goux en pleine discussion avec Robert Peugeot, son patron depuis février 1910 (ici, au Grand Prix de l'ACF 1914).

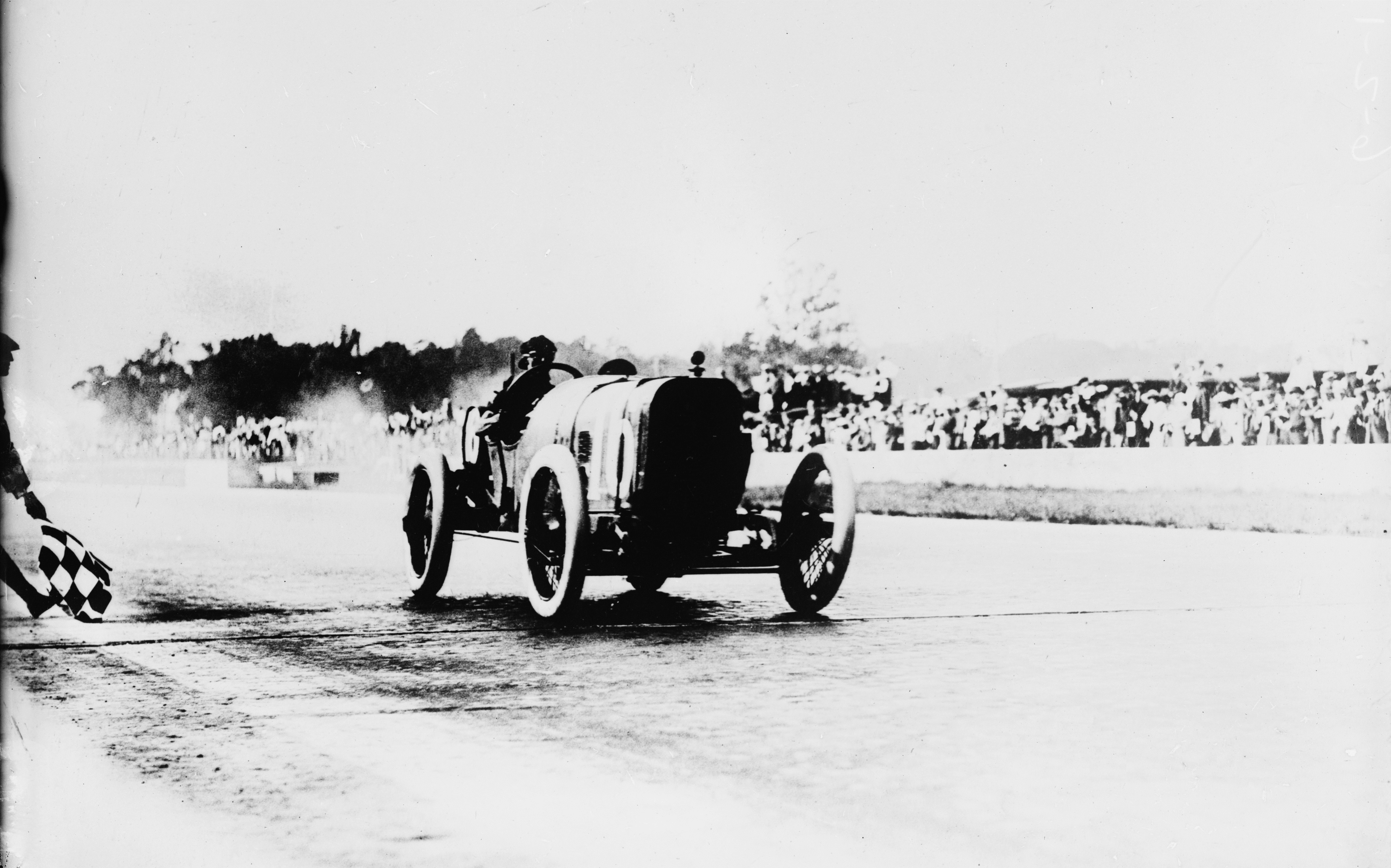
Jules Goux, franchit en vainqueur la ligne d'arrivée des 500 miles d'Indianapolis 1913.

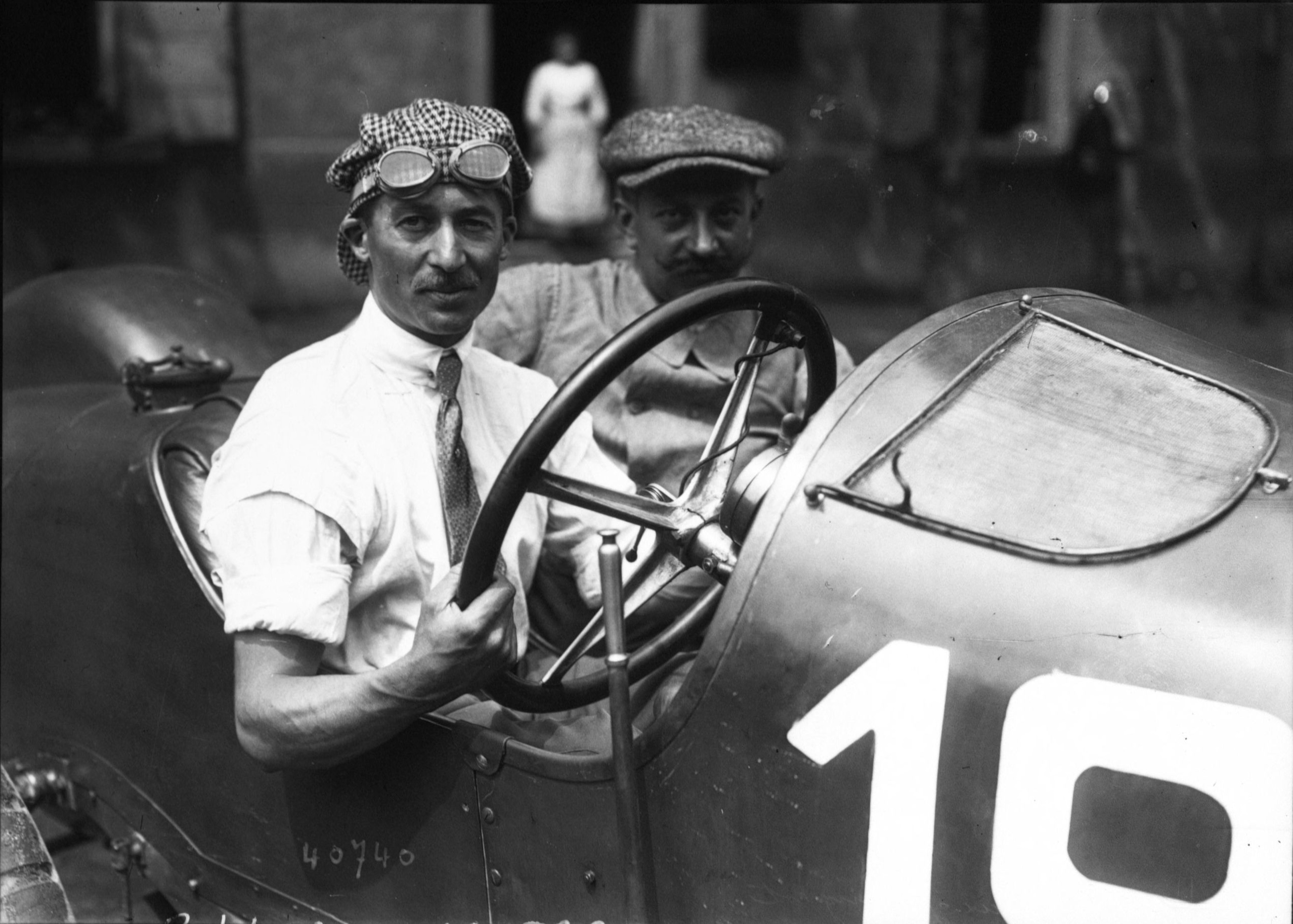
Jules Goux au Grand Prix de l'ACF 1914.

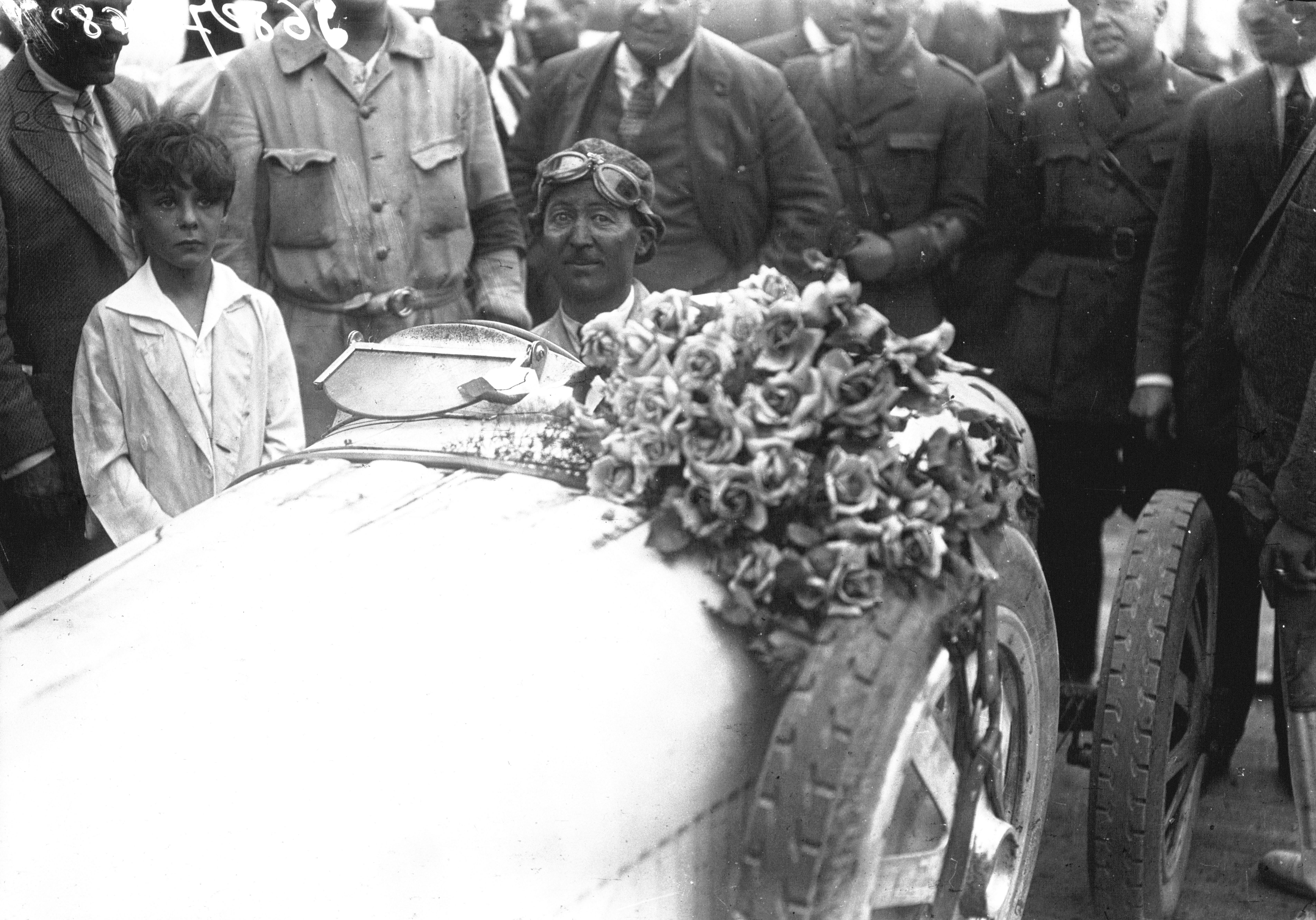
Jules Goux au Grand Prix de San Sebastián 1926.

Jules, Eugène Goux, fils de Jules, Louis Goux  et de Louise, Marguerite Vauthier, est le seul fils des époux, avec deux sœurs Marguerite et Jeanne. Marguerite est restée célibataire et Jeanne a épousé Paul Charrière dont elle a eu un fils, le seul neveu de Jules. Le père de Jules était contremaître chez Peugeot, où il ne tarda pas à faire rentrer celui-ci, en 1903. S'occupant alors de cycles et de motocyclettes, Jules côtoie les champions de cycles à moteurs et de motocyclisme que sont à l'époque Dominique Lamberjack (vainqueur de la course de côte du Mont Ventoux 1905 sur moto Griffon et cofondateur de la société Demeester & Lamberjack), Giosuè Giuppone et Henri Cissac.
Jules Goux « mesurait 1,71 m, avait les yeux bleu foncé et les cheveux châtain foncé », dixit son livret militaire.
Il fait partie de la classe de 1905 et est appelé sous les drapeaux dans le 4e régiment du Génie.
Après avoir eu son certificat de dessinateur, Jules a l'occasion de piloter des voiturettes Peugeot: sa première course a lieu le 5 août 1906 sur la pente du Ballon d'Alsace, puis en novembre 1906, il participe au circuit de Rambouillet, lors de la première Coupe des Voiturettes du journal l'Auto (202 kilomètres parcourus en Lion-Peugeot monocylindre), se classant quatrième. En 1909, il termine deuxième de l'épreuve derrière Giuppone vainqueur, également sur Lion-Peugeot, alors à Boulogne-sur-Mer (4e édition). L'année suivante, toujours durant la même épreuve, il termine premier des trois Peugeot engagées, et troisième de la catégorie voiturette avec la monocylindre. Le 6 juillet 1908, il est entre-temps troisième du Grand Prix de l'ACF des voiturettes à Dieppe et, une nouvelles fois premier des véhicules Peugeot engagés. En 1909 il dispute sa première Targa Florio.
Dans les années 1910, il ouvre une agence à Besançon pour les automobiles et cycles Peugeot, magasin de vente et garage. Dès le début de la première guerre mondiale, il en confie l'administration à son beau-frère, Paul Charrière. En 1922, il lui cède l'agence.
Devenu ingénieur chez Peugeot, il effectue véritablement ses débuts en sport automobile dès 1909, et il arrête de courir en 1926 au sein de l'écurie Lion-Peugeot, le bras armé officiel de la marque sochalienne en compétition. Avec son coéquipier Georges Boillot, il remporte de nombreux succès en catégorie « voiturettes », ce qui attise l'intérêt de ses employeurs quant à une éventuelle montée dans la catégorie « Grand Prix ». Au sein d'une petite structure autonome basée en région parisienne et surnommée « Les Charlatans » par le personnel de l'usine Peugeot, il participe à la conception de la révolutionnaire Peugeot L76 dotée d'un double arbre à cames en tête (essentiellement due au coup de crayon de l'ingénieur suisse Ernest Henry), qu'il manque de peu de faire triompher dès sa première apparition en compétition au Grand Prix de l'ACF 1912 à Dieppe (la victoire revenant finalement à Boillot, Goux se classant deuxième). En 1913, il est pour la troisième fois deuxième de la Coupe des Voiturettes, pour un total de cinq podiums entre 1907 et 1913, en sept participations toutes avec Peugeot.
La même année (1913) , parti défendre les couleurs de Peugeot aux États-Unis avec son mécanicien embarqué Émile Bégin, il domine les 500 miles d'Indianapolis devant 100 000 spectateurs, remportant les 20 000 dollars remis au vainqueur, et devient dès sa première participation (premier rookie) le premier étranger à triompher dans ce qui est en train de devenir l'une des épreuves phares du calendrier international, avec une avance record de 13 s 8 sur son suivant Spencer Wishart tout en consommant un gallon d'essence tous les six miles. Pour lutter contre la chaleur accablante ce jour-là l'Indianapolis Motor Speedway, il s'asperge de champagne (six bouteilles durant la course) à chacun de ses arrêts aux stands, se plaignant alors à son manager (Johnny Aitken) de devoir respecter la consigne de ne pouvoir pousser le moteur de sa machine dans ses derniers retranchements. Cette victoire lui permet de finir l'année vice-champion des États-Unis (US AAA National Championship Trail). Il finit peu après, deuxième du Grand Prix de l'ACF, derrière son équipier Boillot. Il est moins en réussite par contre lors de l'édition 1914, où les Peugeot, pourtant grandes favorites, sont handicapées par une monte pneumatique inadaptée (il termine tout de même quatrième).
Quelques semaines plus tard, la Première Guerre mondiale éclate, l'obligeant à mettre sa carrière sportive entre parenthèses puisqu'il est mobilisé. Il prend des photos aériennes des différents lieux de conflits et d'événements majeurs rencontrant des sommités militaires. Il retrouve la compétition en 1919, avec une troisième place à l'Indy 500, participant encore à l'épreuve en 1920 (15e sur Peugeot), et en 1922 (sur Ballot), constructeur pour lequel il remporte en 1921 à Brescia le premier Grand Prix automobile d'Italie, se classant encore cinquième de l'épreuve en 1924, cette fois sur Rolland-Pilain-Schmid. Il finit sa carrière chez Bugatti à partir de 1925, constructeur avec lequel il remporte en 1926 le Grand Prix de l'ACF et celui d'Europe sur le circuit de Lasarte en Espagne, sur Bugatti Type 39A. Bugatti termine la saison Champion du monde des manufacturiers grâce à ses deux victoires, ainsi qu'à celle de Louis Charavel au GP d'Italie (sur cinq épreuves retenues pour l'année). Il obtient également pour Bugatti un podium avec une troisième place à la Targa Florio 1926 (après avoir été deuxième de cette épreuve en 1922 sur Ballot en ayant mené jusqu'au dernier tour). Sa dernière participation en course a lieu lors de la première Coupe de la Commission Sportive en 1927 (8e sur Bugatti Type 37A).
Au total, Goux participe à neuf Grand Prix de France, de 1912 à 1914, puis de 1921 à 1926. Il le remporte en 1926 avec le meilleur temps au tour en course sur Bugatti Type 39A, pour sa dernière apparition. Il termine auparavant deuxième en 1913 (Peugeot), quatrième en 1914 (Peugeot), troisième en 1921 (Ballot) et cinquième en 1925 (Bugatti).
Divorcé d'une Américaine, Ruth Edith Davis, il devient le locataire de Jeanne, Marcelle Cardin à Bordeaux, rue Wustimberg au milieu de la seconde guerre mondiale. Ils partent ensuite au château d'Ermenonville, où il occupe le poste de régisseur à la demande de M. Bugatti. Ils se marient le 15 janvier 1946 avenue de la grande armée à Paris. Effectuant des missions ponctuelles pour ce dernier, il effectue aussi quelques recherches sur la production d'essence synthétique. Sa carrière prend fin à Clamart. Il se retire alors avec madame pour passer sa retraite dans un petit village drômois, Mirmande. Il est enterré dans le cimetière près de l'église Sainte Foy.

### Victoires
(23 victoires au total, sur deux décennies)
- 1906
  - Course de côte du Ballon d'Alsace sur voiturette Peugeot, ou Coupe Lederlin,
  - Course du côte du Val Suzon sur voiturette Peugeot,
- 1909
  - Corsa Vetturette Madonie (Sicile) sur voiturette Peugeot, (432 kilomètres)[7]
  - Coupe de Catalogne (Sitges/Barcelone) sur voiturette Peugeot (364 kilomètres)
  - Course de côte à Nancy sur voiturette Peugeot
  - Course de côte du Limonest sur voiturette Peugeot,
- 1910
  - Course de Catalogne
  - Coupe de Normandie (circuit de la Maladrerie, Caen) sur Peugeot bicylindre en V
  - Course de côte de Gaillon sur voiturette Peugeot
  - Course de côte de Nancy sur voiturette Peugeot
- 1911
  - Course de côte du Limonest sur voiturette Peugeot
  - Victoire de catégorie à la Course de côte du Mont Ventoux sur voiturette Peugeot
  - Coupe des voiturettes à Ostende (Belgique) sur une quatre cylindres (450 kilomètres)
- 1912
  - Grand Prix de la Sarthe (Le Mans) sur Peugeot L76 (Ire Coupe de la Sarthe (grosse voiture de cylindrée 7,6 litres, règlement ACF pour formule libre)
  - Record européen de moyenne sur route : 119 km/h
  - Course de côte du Val Suzon (Dijon), record de l'épreuve
  - Meeting de Saint-Sébastien : kilomètre lancé et course de tête
- 1913
  - 100mph Short Handicap au Brooklands Easter Meeting du 23 mars sur Peugeot 7,6 litres
  - Record du monde de l'heure à Brooklands sur Peugeot 7,6 litres (106,22 mph, malgré un changement de roues), des 50, et des 100 miles[8]
  - Grand Prix d'Amérique à Indianapolis 500 Miles sur Peugeot 7,6 litres (3e ed.; 6 h 31 min 33 s 45),
- 1921
  - Meeting de Calais (à Boulogne-sur-Mer) sur voiture Ballot 5 litres (France), record
  - Coupe des As 300 mètres lancés arrivée arrêtée, record
  - Coppa Florio sur Ballot 3L,
  - Grand Prix d'Italie (1re édition à Montichiari/Brescia sur Ballot 3 litres : 500 km à 144,729 km de moyenne horaire
  - Record du monde de moyenne sur route en circuit fermé,
  - Course de côte de Gaillon sur voiture Ballot 3 litres, meilleur temps de la journée pour 141,732 kilomètres (Rouen),
- 1922 : Course de côte de Griffoulet (Toulouse),
- 1926
  - Grand Prix de l'ACF (Miramas) 500 kilomètres sur Bugatti Type 39A, avec pole position et meilleur tour en course
  - Grand Prix d'Europe (Lasarte-Oria/San Sébastian) 500 kilomètres sur Bugatti, avec pole position

(nb: il termina également second de la Targa Florio en 1922 sur Ballot 2LS 1 995 cm3, ainsi qu'en 1926 sur Bugatti Type 35 de 2 292 cm3 deuxième du Grand Prix d'Espagne à Lasarte puis lors du Grand Prix de Milan à Monza et troisième lors de la Targa Florio)

### Records
- 1913 : Recordman du monde du 1/2 mile départ lancé à 177 km/h, sur le circuit de Brooklands (avec le véhicule qui le rendit peu de temps après victorieux à Indianapolis, sur le premier anneau de vitesse permanent au monde destiné à la course automobile en parcourant alors également 160 miles et 307 yards en 60 minutes à 170,94 km/h, record du monde de l'heure).

## Remarque
Le dynamique importateur américain de la marque Peugeot Alphonse Kaufman fournit à l'époque en véhicules EX3 / L76 des coureurs tels Dario Resta, Johnny Aitken (vice-champion Champ Car AAA et vainqueur de la Harvest Auto Racing Classic (en) à Indianapolis, en 1916), ou encore Howdy Wilcox (vainqueur de l'édition 1919 des 500 milles d'Indianapolis), Eddie Rickenbacker (ponctuellement entre 1914 et 1916, pilote 3e du championnat AAA en 1916), Ralph DePalma (en 1916, alors 4e du championnat AAA et vainqueur de l'Indy 500 l'année précédente sur Mercedes) et "Charlie" Merz (Champ Car AAA 1916, et 2e en 1911).

## Distinctions
- Officier de la Légion d'honneur (16 mars 1953)[9]
- Médaille militaire
- Croix de guerre 1914–1918